# Judson Mills
Judson Mills (né le 10 mai 1969 à Washington DC) est un acteur américain, connu pour son rôle dans Walker, Texas Ranger.

## Filmographie

### Cinéma
- 1998 : Zack and Reba de Nicole Bettauer : Wesay
- 1998 : Major League: Back to the Minors de John Warren : Hog Hellis
- 1998 : Mon ami Joe
- 2000 : 50 degrés Fahrenheit de Hugh Johnson : Dennis
- 2002 : Action Force/L'Homme du président 2 : mission spéciale de Eric Norris et Michael Preece : Deke Slater
- 2012 : Rosewood Lane de  Victor Salva : Darren Summers

### Télévision
- 1993 : Arabesque (Saison 10, épisode 21) : Stu Yates
- 1993 : New York, police judiciaire (Saison 4, épisode 13) : Stephen Shaw
- 1994 : Confessions d'une rebelle (téléfilm) : Joe
- 1995 : Le Rebelle (Saison 4, épisode 9) : Travis Taylor
- 1995 : Arabesque (Saison 12, épisode 22) : Stu Yates
- 1995 : Les Dessous de Palm Beach (Saison 5, épisode 8) : Todd Barnett
- 1996 : Le Rebelle (Saison 5, épisode 11) : Travis Taylor
- 1996 : Sliders : Les Mondes parallèles (Saison 3, épisode 6) : Davy
- 1997 : New York Police Blues (Saison 5, épisode 19) : John
- 1999 - 2001 : Walker, Texas Ranger : Francis Gage
- 1999 : X-Files (Saison 7, épisode 12 : Peur bleue) : Keith Wetzel
- 2000 : La Loi du fugitif (Saison 1, épisode 7) : Carl Beltran
- 2001 : Preuve à l'appui (Saison 1, épisode 18) : Scott
- 2001 : See Jane Run
- 2002 : JAG (Saison 8, épisode 4) : Lieutenant Reynolds
- 2003 : Le Protecteur (Saison 3, épisode 6) : Pete Akins
- 2004 : Les Experts : Miami (Saison 3, épisode 16): Ty Radcliffe
- 2005 : Walker, Texas Ranger: La Machination (Walker, Texas Ranger: Trial by Fire), de Aaron Norris : Francis Gage
- 2008 : Saving Grace (Saison 2, épisode 3 et 5) : Ralph "Rafe" Dewey
- 2008 : Bones (Saison 2, épisode 3 et 5) : Nick Devito
- 2008 : Bones (Saison 4, épisode 10) : Nick Devito
- 2014 : Mentalist (saison 6 épisode 14) : Bryce Kendrick